# Stoppbock

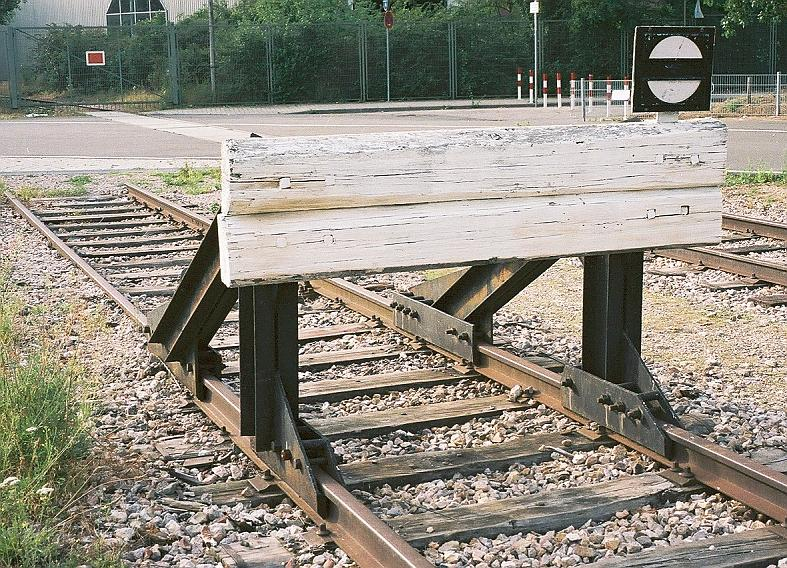
Enkelbuffert

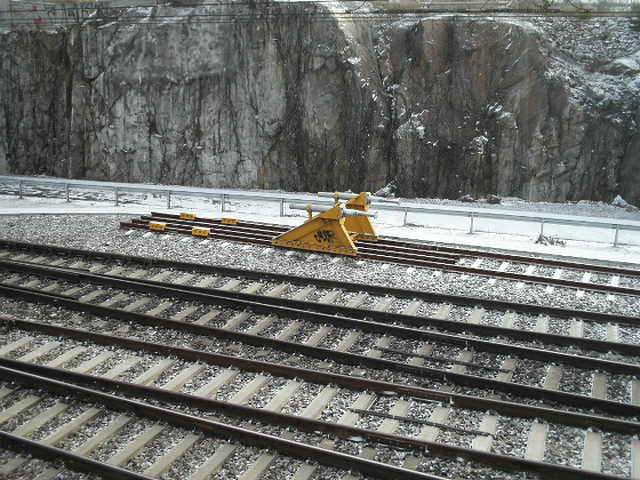
Stoppbock av typen glidande släde med bromsklotsar placerad efter en skyddsväxel

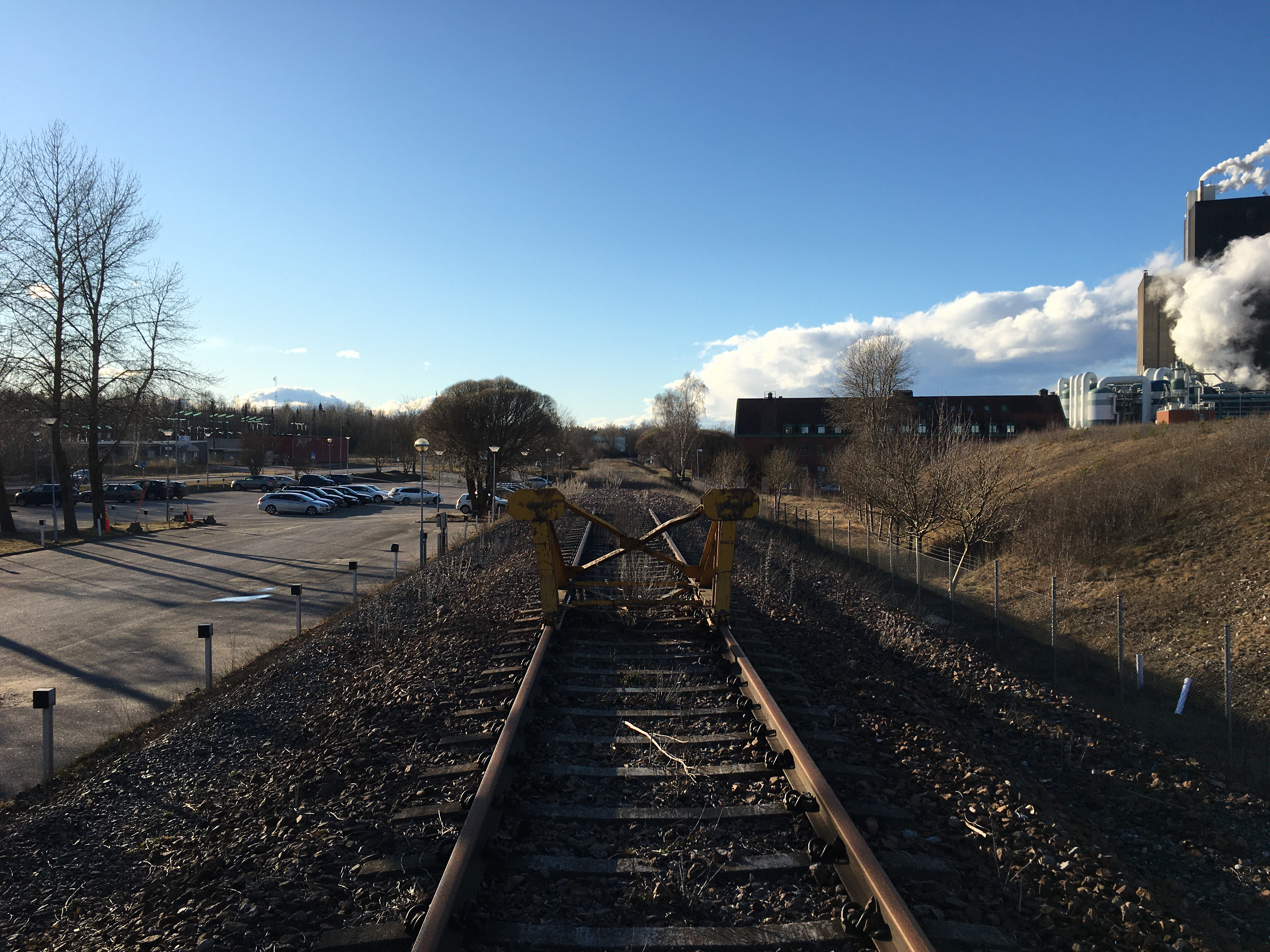
Stoppbock vid Skutskärs bruk.

En stoppbock är en järnvägsanordning som monteras på räls för att stoppa eller bromsa in tåg som riskerar att åka förbi banans slut.
En stoppbock är vanligen gjord av metall eller betong.
En stoppbock kan vara fast med endast en fjädrande buffert eller en glidande släde som kläms fast mot rälsen med bromsklotsar. Vanligtvis monterar man ytterligare bromsklotsar någon meter bakom släden för att ytterligare öka inbromsningen.
På många stationer använder man numera en skyddsväxel där sidospår leder ut på ett huvudspår. Skyddsväxeln leder då ut till ett säkerhetsspår (en kort banstump som avslutas med en stoppbock).
Det finns även nedfällbara stoppbockar som används på rangerbangårdar. De utgöres av två buffertlådor på vardera sidan om rälsen. En elmotor kan sedan fälla ut stoppbuffertar vinklade mot buffertpositionerna över rälsen.